# Texaco Service Station (Bristow, Oklahoma)
O Texaco Service Station, localizado na 201 W. 4th Ave. em Bristow, Oklahoma, foi construído em 1923. Foi incluído no Registro Nacional de Lugares Históricos em 1995.
É um edifício de estuque em forma de L na esquina noroeste da Fourth Street (U.S. Route 66) e Elm St.